# حكومة محمد شنيق الثانية
حكومة محمد شنيق الثانية هي حكومة تونسية ترأسها محمد شنيق. هي أول حكومة تونسية بدأت التفاوض حول الاستقلال الداخلي لتونس أثناء فترة الحماية الفرنسية في تونس.

## الأعضاء
| الصورة                        | الوزارة                                        | الاسم                        |
| الوزير الأكبر                 | الوزير الأكبر                                  | الوزير الأكبر                |
| ----------------------------- | ---------------------------------------------- | ---------------------------- |
|                               | الوزير الأكبر                                  | محمد شنيق                    |
| الوزراء التونسيون             |                                                |                              |
|                               | وزير الداخلية                                  | محمود الماطري                |
|                               | وزير الصحة العمومية                            | محمد بن سالم                 |
|                               | وزير العمل والشؤون الاجتماعية                  | حمادي بدرة                   |
|                               | وزير الصناعة ووزير التجارة والصناعات التقليدية | محمد الصالح مزالي            |
|                               | وزير الفلاحة                                   | محمد سعد الله                |
|                               | وزير العدل                                     | صالح بن يوسف                 |
| الوزراء الفرنسيون             |                                                |                              |
|                               | الكاتب العام                                   | جاك فيمون (حتى 19 مارس 1951) |
| ريمون بونس (منذ 19 مارس 1951) | الكاتب العام                                   |                              |
|                               | نائب الكاتب العام                              | لويس كارتري                  |
|                               | مفوض لإعادة التسكين والإعمار                   | جيرار بلاشير                 |
|                               | مدير المالية                                   | جان غاستون فريسيه            |
|                               | مدير الأشغال العامة                            | جان ماتيو                    |
|                               | مدير البريد والبرق والهاتف                     | جان داز                      |
|                               | مدير التعليم العام والفنون الجميلة             | لوسيان بي                    |

وجود المقيم العام، يضمن هيمنة التصويت الفرنسي.